# Herman Wehkamp
Gerhardus Hermannus (Herman) Wehkamp (Slagharen, 17 juli 1918 – Maarheeze, 28 april 2013) was een Nederlandse ondernemer. Hij richtte in 1952 Wehkamp's Fabriekskantoor op. Dat groeide uit tot het postorderbedrijf Wehkamp.

## Leven en werk
Wehkamp was de oudste van zeven kinderen. Hij volgde een opleiding aan de kweekschool en wilde eigenlijk onderwijzer worden. Zijn vader vroeg in 1939 op zijn sterfbed of Herman diens winkels in textiel in Slagharen, Zuidwolde en Vroomshoop wilde overnemen. Herman stemde toe. Onder zijn leiding liepen de winkels goed. Op zoek naar uitbreiding koos Herman Wehkamp begin jaren vijftig voor verkopen op afstand. In 1952 startte hij in een houten schuur achter het ouderlijk huis een eigen verzendhuis: Wehkamp's Fabriekskantoor. De eerste advertentie, voor een matras, verscheen op 26 februari 1952 in de NCRV-gids. In 1956 verscheen de eerste catalogus. In dat jaar werd Wehkamp omgedoopt in Wehkamp's Postordercombinatie en verkocht men onder meer bedden, stalen meubels en linnengoed.
Wehkamp was geen pionier. Al in de 19e eeuw was in Nederland het postorderen in zwang geraakt. Na de Tweede Wereldoorlog was er sprake van een revival. Er was  door de schaarste sprake van inhaalvraag bij de Nederlandse consumenten. Bovendien boden postorderbedrijven zoals Wehkamp de mogelijkheid op afbetaling te kopen. In 1956 telde het Economisch Instituut voor de Middenstand in Nederland 143 postorderfirma's. Herman Wehkamp was een inventief ondernemer. Hij kocht producten in grote aantallen aan, om een gunstige prijs te bedingen. Hij had ook gevoel voor de psychologie van de consument. Zo besloot hij bijvoorbeeld de aanbieding van een set lakens met kussenslopen die slecht werd verkocht, te wijzigen. In de nieuwe advertentie werd voor de lakens dezelfde prijs berekend en kreeg de klant de slopen er 'gratis' bij. Daarna schoot de verkoop omhoog.
Herman Wehkamp maakte Wehkamp tot een van de grootste postorderbedrijven van Nederland. In 1962 bedroeg de omzet circa 25 miljoen gulden en waren er meer dan 300 medewerkers in dienst. Maar de oprichter beschouwde zichzelf niet als de juiste ondernemer om het bedrijf uit te bouwen. Daarom besloot hij in de jaren zestig het bedrijf te verkopen. Na onderhandelingen met de Bijenkorf en Neckermann werd Wehkamp in 1962 verkocht aan The Great Universal Stores. Enkele jaren na de verkoop trad hij terug als directeur.
Herman Wehkamp zette na zijn postorderjaren in de tweede helft van de jaren zestig het bungalowpark en de camping het Land van Bartje in Ees (Drenthe) op.